# Panamint-Streifenhörnchen
Das Panamint-Streifenhörnchen (Tamias panamintinus, Syn.: Neotamias panamintinus) ist eine Hörnchenart aus der Gattung der Streifenhörnchen (Tamias). Es kommt im Südwesten von Nevada und im Südosten von Kalifornien vor.

## Merkmale
Das Panamint-Streifenhörnchen erreicht eine durchschnittliche Kopf-Rumpf-Länge von etwa 10,7 bis 11,9 Zentimetern, die Schwanzlänge beträgt etwa 8,7 bis 9,1 Zentimeter und das Gewicht etwa 54 Gramm. Die Rückenfarbe ist Braun bis Dunkelbraun, die Schultern sind Grau und der Bauch ist blass gefärbt. Wie bei anderen Arten der Gattung ist das Fell braun und auf dem Rücken befinden sich mehrere dunkle Rückenstreifen, die durch hellere Streifen getrennt und gegenüber den Körperseiten abgegrenzt sind. Es entspricht in der Größe dem Gelben Fichtenstreifenhörnchen (Tamias amoenus), hat jedoch kleinere Füße und Ohren sowie ein blasseres Fell mit helleren Streifen und einen etwas breiteren Schädel. Verglichen mit dem Kleinen Streifenhörnchen (Tamias minimus) ist es etwas rötlicher gefärbt und im Vergleich zum teilweise sympatrisch vorkommenden Palmer-Streifenhörnchen (Tamias palmeri) ist es etwas kleiner.

## Verbreitung

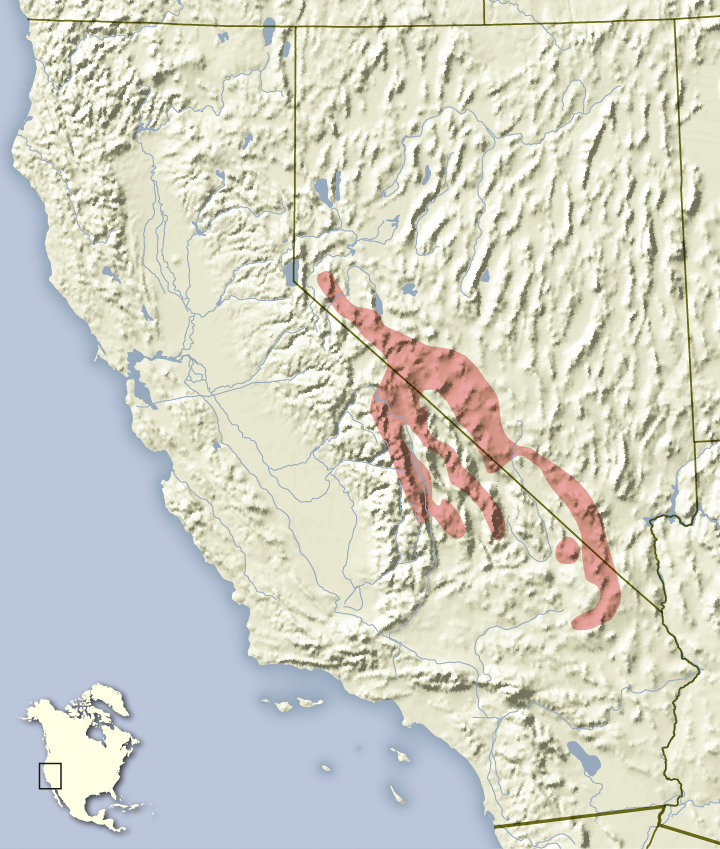
Verbreitungsgebiet des Panamint-Streifenhörnchens

Das Panamint-Streifenhörnchen kommt in den Bergregionen im Südwesten von Nevada und im Südosten von Kalifornien vor.

## Lebensweise
Panamint-Streifenhörnchen leben in den Höhenlagen von etwa 1230 bis 3180 Metern in Teilen des Großen Beckens. Die Vegetation kann unterschiedlich sein, ist jedoch größtenteils durch Kiefern- und Wacholder-Bestände geprägt, in höheren Lagen kommen zunehmend Biegsame Kiefern (Pinus flexilis) und Grannen-Kiefern (Pinus aristata) hinzu.
Die Art ist tagaktiv und primär bodenlebend und bevorzugt Felsböden und -spalten, kann jedoch auch in Bäume und Gebüsche klettern. Die Tiere ernähren sich vor allem herbivor von Samen und Früchten, den Hauptbestandteil der Nahrung stellen Wacholderfrüchte und Kiefernsamen dar. Hinzu kommen Blüten und andere Pflanzenteile sowie Insekten als ergänzende Nahrung. Die Hörnchen überwintern, können jedoch an milden Wintertagen aktiv sein und erwachen bereits sehr früh im Jahr wieder.
Im größten Teil des Verbreitungsgebietes kommt die Art sympatrisch mit anderen Streifenhörnchen wie dem Gelben Fichtenstreifenhörnchen (Tamias amoenus), dem Kleinen Streifenhörnchen (Tamias minimus), dem Merriam-Streifenhörnchen (Tamias merriami), dem Lodgepole-Streifenhörnchen (Tamias speciosus) und dem Uinta-Streifenhörnchen (Tamias umbrinus) vor, in den Spring Mountains Südwesten von Nevada lebt die Art sympatrisch mit dem Palmer-Streifenhörnchen (Tamias palmeri), das allerdings in der Regel höhere Höhenlagen bevorzugt. In Gebieten, in denen diese beide Arten vorkommen, verdrängt das konkurrenzstärkere Palmer-Streifenhörnchen das Panamint-Streifenhörnchen aus für beide nutzbaren Mischwaldhabitaten in felsige Randgebiete, die nur von diesem genutzt werden können.

## Systematik
Das Panamint-Streifenhörnchen wird als eigenständige Art innerhalb der Gattung der Streifenhörnchen (Tamias) eingeordnet, die aus 25 Arten besteht. Die wissenschaftliche Erstbeschreibung stammt von dem amerikanischen Naturforscher Clinton Hart Merriam aus dem Jahr 1893, der es anhand von Individuen aus dem Panamint Range in Kalifornien beschrieb. Innerhalb der Streifenhörnchen wird das Panamint-Streifenhörnchen gemeinsam mit den meisten anderen Arten der Untergattung Neotamias zugeordnet, die auch als eigenständige Gattung diskutiert wird.
Innerhalb der Art werden mit der Nominatform zwei Unterarten unterschieden:
- Tamias panamintinus panamintinus: Nominatform. Diese Unterart kommt im gesamten Verbreitungsgebiet mit Ausnahme der Kingston Mountains im San Bernardino County in Kalifornien vor.
- Tamias panamintinus acrus: begrenzt auf die Kingston Mountains in Kalifornien, die durch Wüsten vom restlichen Verbreitungsgebiet isoliert sind. Die Form ist kleiner und dunkler.

## Status, Bedrohung und Schutz
Das Panamint-Streifenhörnchen wird von der International Union for Conservation of Nature and Natural Resources (IUCN) als „nicht gefährdet“ (Least Concern, LC) eingestuft. Begründet wird dies durch das relativ große Verbreitungsgebiet von mehr als 20.000 km2 und das regelmäßige Vorkommen, bestandsgefährdende Risiken sind nicht bekannt.

## Belege
1. 1 2 3 4 5 6 7 8  
Richard W. Thorington Jr., John L. Koprowski, Michael A. Steele: Squirrels of the World. Johns Hopkins University Press, Baltimore MD 2012, ISBN 978-1-4214-0469-1, S. 331–332.
2. 1 2  
Neotamias panamintinus in der Roten Liste gefährdeter Arten der IUCN 2015.4. Eingestellt von: A.V. Linzey, NatureServe (G. Hammerson), 2008. Abgerufen am 18. Juni 2016.
3. ↑  
Christopher Lowrey, Kathleen Longshore: Habitat Interaction Between Two Species of Chipmunk in the Basin and Range Province of Nevada. In: Western North American Naturalist. Band 73, Nr. 2, 2013, S. 129–136, doi:10.3398/064.073.0202.
4. 1 2  
Tamias (Neotamias) panamintinus In: Don E. Wilson, DeeAnn M. Reeder (Hrsg.): Mammal Species of the World. A taxonomic and geographic Reference. 2 Bände. 3. Auflage. Johns Hopkins University Press, Baltimore MD 2005, ISBN 0-8018-8221-4.
5. ↑  
Troy L. Best, Robin G. Clawson, Joseph A. Clawson: Tamias panamintinus. (Memento des Originals vom 15. März 2016 im Internet Archive)  Info: Der Archivlink wurde automatisch eingesetzt und noch nicht geprüft. Bitte prüfe Original- und Archivlink gemäß Anleitung und entferne dann diesen Hinweis. (= Mammalian Species. Nr. 468), 1994.
6. ↑  
Bruce D. Patterson, Ryan W. Norris: Towards a uniform nomenclature for ground squirrels: the status of the Holarctic chipmunks. In: Mammalia. Band 80, Nr. 3, Mai 2016, S. 241–251, doi:10.1515/mammalia-2015-0004.